# Christine Fernandes
Christine Fernandes Alves (Chicago, 1 de março de 1968) é uma atriz, apresentadora e ex-modelo brasilo-americana, tendo dupla-nacionalidade.

## Biografia
Filha de Maria Helena e Antônio Fernandes, Christine nasceu e viveu nos Estados Unidos até os 3 anos, o que lhe garantiu a dupla nacionalidade americana e brasileira. Sua família se mudou para o Rio de Janeiro em 1972. Dos treze aos dezesseis anos foi jogadora de voleibol.

## Carreira
Em 1984, aos 16 anos, foi abordada por um profissional de uma agência de moda que a convidou para fazer um teste de fotogenia, se tornando modelo naquele ano. No ano seguinte, se mudou para os Estados Unidos para modelar e, no país, terminou o ensino médio e ingressou na faculdade de jornalismo, a qual não chegou a concluir. Em 1992, mudou-se para o Japão, onde modelou por mais dois anos antes de decidir retornar ao Brasil para cursar teatro pela Oficina de Atores da Globo, em 1994. No ano seguinte, fez sua primeira aparição na TV, numa participação na novela Quatro por Quatro, de Carlos Lombardi. No mesmo ano, Manoel Carlos apostou na jovem atriz e lhe deu um papel de destaque em História de Amor. Entre outros trabalhos, Christine participou de Perdidos de Amor, novela da TV Bandeirantes, mas logo retornou à Globo e atuou em produções como Chiquinha Gonzaga, em 1999, Esplendor, em 2000, e Estrela-Guia, em 2001.  Fez sua primeira participação no cinema em O Trapalhão e a Luz Azul, de Paulo Aragão Neto e Alexandre Boury.

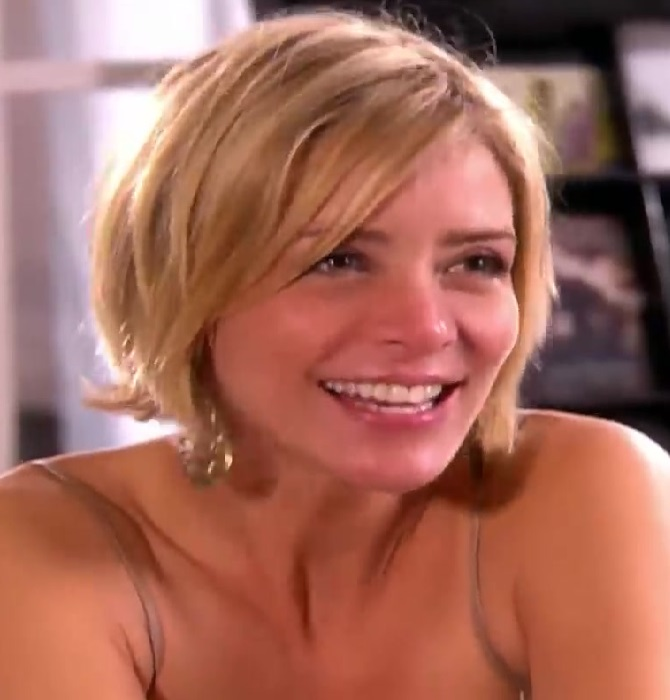
Fernandes durante cena da novela Páginas da Vida (2006)

Após 4 anos sem integrar o elenco fixo de uma telenovela na Globo, Christine assinou com a RecordTV em 2005 e estreou sua primeira grande protagonista, Aurélia em Essas Mulheres, personagem baseada no livro Senhora, de José de Alencar. Por Aurélia, a atriz foi elogiada pela crítica especializada, notando seu amadurecimento em cena ao encarar uma personagem profunda e de grande complexidade, sendo seu trabalho de maior reconhecimento na carreira. Em 2006, devido à repercussão de sua novela anterior, a Rede Globo convocou Christine de volta para um dos personagens centrais de Páginas da Vida. Em 2007 Christine esteve no elenco da peça Hedda Glaber. Christine integrou o elenco da novela A Favorita em 2008. A atriz em 2009, esteve no elenco da telenovela Viver a Vida da Rede Globo, vivendo Ariane, uma das melhores amigas de Helena. Em 2010, Christine esteve no elenco da sétima temporada da Dança dos Famosos, quadro do Domingão do Faustão. Em 2011 passou a apresentar o programa Saia Justa, no canal GNT, juntamente com Dan Stulbach, Eduardo Moscovis, Mônica Waldvogel, Teté Ribeiro, Xico Sá e Leo Jaime, mas deixou o programa por problemas pessoais e foi substituída pela atriz Camila Morgado. Em 2012 esteve no episódio A Fofoqueira de Porto Alegre da série As Brasileiras e fez uma participação em Cheias de Charme, no qual interpretou a jornalista americana Scarlet. No mesmo ano retorna aos cinemas com o filme De Pernas pro Ar 2.
Em 2016, após sete anos sem ser escalada para uma novela, Christine decide não renovar contrato com a Globo visando novos desafios na carreira. Em 2017 assina com a RecordTV e retorna à tv ganhando visibilidade novamente, interpretando a primeira grande antagonista de sua carreira, Sammu-Ramat, uma mulher obcecada e capaz de tudo por poder e status, além de ser uma sedutora sacerdotisa pagã, em O Rico e Lázaro. Após O Rico e Lázaro, na RecordTV, Christine retorna à Rede Globo em Orgulho e Paixão, interpretando a misteriosa Josephine, uma mulher que desaparece sem deixar vestígios por anos, mas que volta em busca de vingança, e aos poucos se revela uma também vilã. Em 2019, integrou o elenco da  vigésima sétima temporada do seriado Malhação, vivendo a fútil Karina, uma mulher rica e extremamente preconceituosa.

## Vida pessoal
Em 1994 se casou com o ator Marcelo Serrado, com quem ficou até 1999. Em 2000 se casou com o também ator Floriano Peixoto, com quem tem um filho, Pedro, nascido em 2 de julho de 2003. Os dois se separaram no início de 2018. Em 2024, Christine Fernandes surpreendeu ao contar que reatou o casamento com o ator Floriano Peixoto. Sem dar datas, ela confirmou que eles estão juntos.

## Filmografia

### Televisão
| Ano     | Título                       | Personagem / Cargo                            | Notas                                    | Emissora          |
| ------- | ---------------------------- | --------------------------------------------- | ---------------------------------------- | ----------------- |
| 1995    | Quatro por Quatro            | Namorada de Ralado                            | Episódio: "2 de fevereiro"               | TV Globo          |
| 1995    | História de Amor             | Marina Álvares (Marininha)                    |                                          | TV Globo          |
| 1996    | Você Decide                  | Clara                                         | Episódio: "Aconteceu..."                 | TV Globo          |
| 1996    | Malhação                     | Maribel Lamarca                               | Participação                             | TV Globo          |
| 1996    | Perdidos de Amor             | Maria Luísa                                   |                                          | Rede Bandeirantes |
| 1998    | Você Decide                  | Amanda                                        | Episódio: "Tabu"                         | TV Globo          |
| 1998    | Você Decide                  | Viviane                                       | Episódio: "Amor ao Próximo"              | TV Globo          |
| 1998    | Caça Talentos                | Melissa                                       | Episódio: "Apocalipse Girls"             | TV Globo          |
| 1998    | Labirinto                    | Dora                                          |                                          | TV Globo          |
| 1999    | Chiquinha Gonzaga            | Alzira                                        |                                          | TV Globo          |
| 2000    | Esplendor                    | Flávia Regina                                 |                                          | TV Globo          |
| 2001    | Estrela-Guia                 | Lara Gouveia (Lalá)                           |                                          | TV Globo          |
| 2003    | Kubanacan                    | Blanca Paiani                                 | Episódios: "6–10 de dezembro"            | TV Globo          |
| 2005    | Essas Mulheres               | Aurélia Lemos Camargo                         |                                          | RecordTV          |
| 2006    | Páginas da Vida              | Simone Bueno                                  |                                          | TV Globo          |
| 2008    | A Favorita                   | Rita Porto                                    |                                          | TV Globo          |
| 2009    | Superbonita                  | Apresentadora especial                        | Episódio: "30 de julho"                  | GNT               |
| 2009    | Viver a Vida                 | Ariane Vidigal                                |                                          | TV Globo          |
| 2010    | Dança dos Famosos            | Participante                                  | Temporada 7                              | TV Globo          |
| 2010    | A Vida Alheia                | Melina Rosa                                   | Episódio: "Nem Tudo Que Reluz"           | TV Globo          |
| 2010    | Diversão.com                 | Paula                                         | Especial de Fim de Ano                   | TV Globo          |
| 2011    | Saia Justa                   | Apresentadora                                 | Temporada 10                             | GNT               |
| 2012    | As Brasileiras               | Lili Galeno                                   | Episódio: "A Fofoqueira de Porto Alegre" | TV Globo          |
| 2012    | Cheias de Charme             | Scarlet Benson                                | Episódios: "6–8 de setembro"             | TV Globo          |
| 2013    | Louco por Elas               | Margot                                        | Episódio: "O Ursinho de Pelúcia do Léo"  | TV Globo          |
| 2013    | Super Chef Celebridades      | Participante                                  | Temporada 2                              | TV Globo          |
| 2017    | O Rico e Lázaro              | Sammu-Ramat                                   |                                          | RecordTV          |
| 2018    | Orgulho e Paixão             | Josephine Tibúrcio                            |                                          | TV Globo          |
| 2019–20 | Malhação: Toda Forma de Amar | Karina Nobre                                  | Temporada 27                             | TV Globo          |
| 2022–23 | Reis                         | Haviva                                        | Fase: A Escolha                          | RecordTV          |
| 2024–25 | Cacau                        | Regina Castelli / Francisca «Chiquinha» Silva |                                          | TVI               |

### Cinema
| Ano  | Título                                        | Personagem             |
| ---- | --------------------------------------------- | ---------------------- |
| 1999 | O Trapalhão e a Luz Azul                      | Princesa Allim / Milla |
| 2000 | Duas Vezes com Helena                         | Helena                 |
| 2001 | Amores Possíveis                              | Agente Secreto         |
| 2001 | O Xangô de Baker Street                       | Albertina              |
| 2002 | Lara                                          | Odete Lara             |
| 2003 | Rua 6, Sem Número                             | Maíra                  |
| 2005 | Mais uma Vez Amor                             | Clara                  |
| 2012 | De Pernas pro Ar 2                            | Vitória                |
| 2014 | Os Caras de Pau em O Misterioso Roubo do Anel | Gracinha de Medeiros   |
| 2015 | Bem Casados                                   | Laura                  |
| 2016 | Meu Amigo Hindu                               | Dra. Virgínia          |
| 2019 | O Galã                                        | Raquel                 |

## Teatro
| Ano  | Título                             | Personagem   |
| ---- | ---------------------------------- | ------------ |
| 2007 | Hedda Gabler - Henrik Ibsen        | Hedda Gabler |
| 2019 | Parabéns Senhor Presidente         | Maria Callas |
| 2022 | Paixão de Cristo de Nova Jerusalém | Maria        |